# Jakob Heine
Pour les articles homonymes, voir Heine.
Jakob Heine, né à Lauterbach le 16 avril 1800 et mort à Cannstat le 12 novembre 1879, est un orthopédiste wurtembergeois connu pour avoir identifié en 1840 une maladie qu'il nomme paralysie spinale infantile, finalement appelée poliomyélite, à une époque où elle était très rare.
En 1907, cette maladie portera son nom (maladie de Heine-Medin) associé à celui de Karl Oskar Medin qui en établit le nouveau caractère épidémique.

## Biographie
Jakob Heine est né dans une famille rurale ayant une longue tradition de rebouteux. Son père Martin Heine était un fermier et un forgeron : il fabriquait lui-même ses propres outils et appareils, en les améliorant, voire en les inventant. Dès son enfance Jakob Heine s'intéresse aux sciences et techniques.
En 1821, il étudie d'abord le latin et la théologie, mais sur les conseils de son oncle Johann Georg Heine (en), propriétaire d'un établissement d'orthopédie, il commence des études de médecine à l'université de Wurzbourg.
À la fin de ses études, il est l'assistant de Johann Lukas Schönlein. En 1827, il obtient son doctorat en médecine avec une thèse portant sur l'occlusion de l'artère subclavière.
Il exerce alors dans l'institut d'orthopédie de son oncle jusqu'en 1829. Après un séjour aux Pays-Bas, les autorités de Bade-Wurtemberg le placent à la tête de l'hôpital orthopédique de Badt Cannstatt où il travaille jusqu'à sa retraite en 1865.
Sous sa direction, l'hôpital acquiert une réputation internationale, attirant des patients de toute l'Europe. Jakob Heine est nommé citoyen d'honneur de Cannstatt, conseiller du gouvernement, et anobli dans l'ordre de la Couronne du Wurtemberg.
En 1831, Jakob Heine se marie avec Henriette  Ludovike Camerer. Son épouse lui apporte un précieux soutien en s'occupant de l'éducation des jeunes patients hospitalisés. De ce mariage naissent sept enfants, dont l'un, Carl Wilhelm Heine (en) (1838-1877), devient un éminent chirurgien.
Jakob Heine meurt le 12 novembre 1879 à Cannstatt, un quartier de Stuttgart.

## Travaux
Dans sa monographie publiée en 1840, Heine décrit 29 cas de ce qu'il appelle « paralysie spinale infantile ». Quelques cas avaient déjà déjà décrits auparavant, mais Heine est le premier à les distinguer clairement d'autres maladies (retard mental, paralysie cérébrale, rachitisme, encéphalite…).

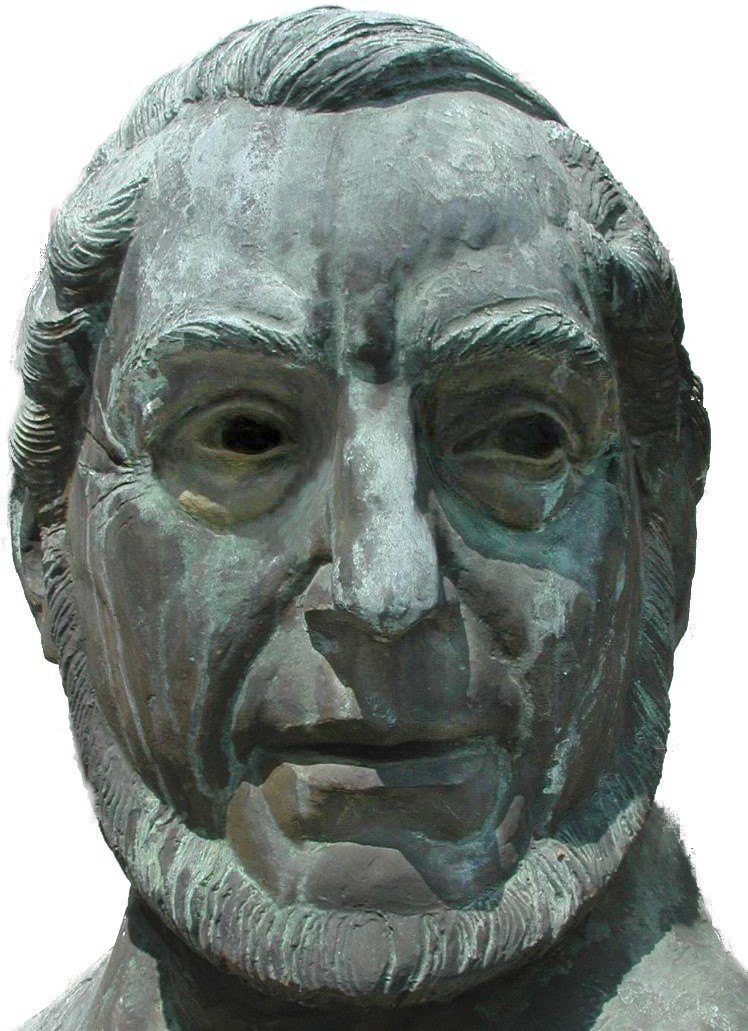
Buste de bronze de Jakob Heine sur le Polio Hall of Fame, Warm Springs (Géorgie), États-Unis.

Cette paralysie spinale infantile est une paralysie flasque en lien avec une infection précoce dans l'enfance (par exemple durant la poussée dentaire). Il attribue cette maladie à une inflammation de la corne antérieure de la moelle spinale. Il a pour arguments des résultats d'expérimentation animale, et d'études comparatives avec d'autres maladies. Cette théorie est fortement critiquée, elle ne sera finalement confirmée qu'en 1870 par Jean-Martin Charcot et ses collègues.
En 1860, il publie une nouvelle monographie sur le même sujet, portant sur 120 cas. Les bases de traitements restent les mêmes : bains et massages, réparation chirurgicale des déformations, appareils orthopédiques pour aider les patients à se déplacer. Le seul reproche qui a été fait, c'est que Heine, dans ses travaux, n'a pas mentionné les auteurs qui ont abordé ce sujet avant lui, notamment John Abercrombie (1780-1844) qui avait déjà remarqué l'inflammation de la corne antérieure de la moelle spinale.
Cependant, Heine reconnait une nouvelle entité, la poliomyélite, à une époque où elle était très rare. Les grandes épidémies de polio ne séviront qu'à partir de 1887 dans tout l'hémisphère nord (Europe et États-Unis). En 1890, le pédiatre suédois Karl Oskar Medin la décrit à nouveau en montrant son caractère épidémique. Un des élèves de Medin, Ivar Wickman (en) (1872-1914), la nomme « maladie de Heine-Medin » en 1907, en reconnaissance de la valeur contributions de Heine.
Heine atteint une renommée mondiale : il reçoit une décoration de l'Empire russe, et son buste en bronze  est au Polio Hall of Fame (en), Warm Springs (Georgie), États-Unis, avec ceux d'autres experts mondiaux de la polio et du président Franklin D. Roosevelt.